# Sœurs de la Croix
Les Sœurs de la Croix forment une congrégation religieuse catholique fondée en 1939 en Grèce par le religieux assomptionniste grec de la province de France Yannis Stéphanou, né en Grèce en 1896, ordonné prêtre en 1928, décédé dans une communauté athénienne de Sœurs de la Croix le 4 janvier 1978 (P. Elpide en religion).
Elles font partie de la famille assomptionniste.